# Thomas Wolff (Verleger)
Thomas Wolff (* 1967 in Frankfurt am Main) ist ein deutscher Autor, Komponist und Verleger.

## Leben
Thomas Wolff studierte Journalismus an der Akademie für Publizistik in Hamburg und der Akademie der Bayerischen Presse in München. Er schrieb für zahlreiche deutsche Zeitungen wie Die Zeit, Frankfurter Rundschau und Süddeutsche Zeitung und war Chefredakteur der „andere zeitung“.
Thomas Wolff ist Gründer und Verleger des Kinderbuchverlages Wolff, eines auf Kinder- und Jugendbücher spezialisierten Verlages in Frankfurt am Main. Neben seiner Tätigkeit als Verleger schreibt und realisiert er unter den Pseudonymen Michael Fuchs und Stefan Hund auch Bücher und Hörbücher für andere Kinder- und Jugendbuchverlage wie Rowohlt Verlag, Ravensburger, Coppenrath Verlag, Beltz und Gelberg, Thienemann Verlag, aber auch für das Bundesministerium für Bildung und Forschung.

## Veröffentlichungen (Auswahl)
- Monstergala. Kinderbuchverlag Wolff 2013
- Was Ihre Kinder im Internet machen Beltz 2012
- Rick – Acht Pfeifen an Bord und kein Land in Sicht Coppenrath 2012
- Rick – Wie man seine durchgeknallte Familie überlebt Coppenrath 2011
- Monstermäßig erzogen. Kinderbuchverlag Wolff 2010
- Ganz schön mutig? Ravensburger 2009
- Millie in Italien-Reihe. Oetinger 2009
- abc-cd. Kinderbuchverlag Wolff 2008
- Rosi in der Geisterbahn-CD. Beltz und Gelberg 2008
- Detektivgeschichten zum Mitraten. F. X. Schmid 2007
- Peter und der Wolf. Kinderbuchverlag Wolff 2007
- Paul der Superheld. Kinderbuchverlag Wolff 2006
- Der zwölfte Mann-CD. Kinderbuchverlag Wolff 2005
- Lernpirat-Reihe. Karl Müller 2005
- Prinzessin Murks. Thienemann 2005
- Willi Wühlfix. Xenos 2005
- Das große Spiel- und Spaßbuch Englisch. Gondolino 2004
- das große Spielen-und-Lernen-Weihnachtsbuch für die schönste Zeit im Jahr. velber 2004
- Die Reporterbande entdeckt das Weltall. DLR 2003